# Парк
Вижте пояснителната страница за други значения на Парк.
Паркът е територия с естествени, полуестествени или изкуствено озеленени площи, предназначена за наслада и отдих на хората и опазване на дивата природа и естествените ѝ местообитания. Той може да съдържа тревни площи, скали, почва и дървета, както и историческо-културни сгради и артефакти като паметници, фонтани или различни видове детски площадки. В Северна Америка много градски паркове притежават места, посветени на различните видове спорт – за футбол, бейзбол и волейбол, както и павирани площи за например – баскетбол. Много паркове имат пътеки за разходки, колоездене и други спортни дейности. Някои паркове са изградени в съседство с водни басейни и речни корита, съдържат плаж и пристанища за лодки. Често най-малките паркове са в градски райони, където паркът може да заема място колкото градски блок или по-малко и предоставя възможност за 10-минутна разходка за неговите жители. Градските паркове често имат пейки за сядане заедно с маси за пикник и грил-барбекю. Парковете имат различни правила относно това дали в парка могат да бъдат допускани кучета: някои паркове забраняват кучетата; някои паркове им позволяват с ограничения (например използването на каишка), а други паркове, които се наричат „кучешки паркове“, позволяват кучетата да бъдат без каишка.
Най-големите паркове са огромни природни територии от стотици хиляди квадратни километри с изобилие от диви животни и природни забележителности като планини и реки. В много от големите паркове е разрешено къмпингуването в палатки с разрешително. Много от природните паркове са защитени от закона и посетителите трябва да спазват ограничения (напр. Правила срещу открити пожари или внасяне на стъклени бутилки). Големите национални и поднационални паркове обикновено се контролират от парков рейнджър или т.нар. парков управител. Големите паркове имат зони за каране на кану и туризъм през по-топлите месеци, а в някои страни от северното полукълбо и зони за ски бягане и снегоходки в студени месеци.
Съществуват и увеселителни паркове, където има представления, атракциони и панаирни площадки, павилиони с освежителни напитки. Най-големите паркове в света са увеселителни.

## История
Първите паркове са създадени от английската аристокрация през Средновековието за ловуване – т.нар. паркове за елени (на английски: Deer park). В тези паркове били изградени стени и огради от жив плет, които задържали дивеча (например, елени) вътре, а външните хора отвън. За обикновените хора тогава било строго забранено да ловуват животни в тези „паркове за елени“.
Тази идея се запазила и еволюирала като зелени паркове, разположени около именията и вилите след 16 век. Парковете са не само ловни стопанства, но и свидетелстват за богатството и социалния статут на собственика. В тези великолепни домашни паркове се създава естетиката на характерния английски стил в ландшафтния дизайн, като естественият ландшафт бива подобрен от архитекти като Ланселот Браун. Тъй като градовете стават пренаселени, частните ловни стопанства постепенно се превръщат в обществени места за отдих.
С индустриалната революция парковете придобиват ново значение в малките и големи градове – те са места, заделени да запазят усещането за природа у гражданите. Най-общо казано, основната полза от тези градски паркове била спортната дейност в тях. Някои площи с изключителна природна красота са отделени като национални паркове, за да се предотврати развалянето им от неконтролираното икономическо развитие.

## Дизайн
Дизайнът на парка се създава в зависимост от предназначението и посетителите му, както и от наличните природни характеристики. Паркът, предназначен за отдих за деца, включва детска площадка. Паркът, предназначен предимно за възрастни, включва пешеходни пътеки и декоративно озеленяване, а за подпомагане на конкретни спортни дейности могат да бъдат включени специфични съоръжения като пътеки за езда.
Дизайнът на парка трябва да е съобразен с това кой ще го използва. Пешеходците могат да се чувстват несигурни по път със споделена употреба, например с бързо движещи се велосипедисти или ездачи на коне. Различното озеленяване и инфраструктура може дори да засегне детските нива на използване на парка според пола. Преустройството на два парка във Виена например предвижда създаването на няколко полузатворени площадки за детски игри, което насърчава еднаквото му използване от момчета и момичета.
Парковете са част от градската инфраструктура: за физическа активност, за семейства и общности, за събиране и общуване и просто за отдих. Изследванията разкриват, че хората, които се движат на открито в зелено пространство, получават по-големи ползи за психичното си здраве. Предоставянето на дейности за всички възрасти, умения и ниво на доходите е важно за физическото и психическо благосъстояние на обществото. 
Парковете са дом и за различни видове опрашителни насекоми, а някои паркове (като Saltdean Oval) са специално преустроени, за да могат тези насекоми да се приспособят по-добре. Някои екологични организации като Xerces Society популяризират тази идея .

### Ролята на парка като източник на живот
Градските паркове имат основна роля за подобряването качеството на живот в градовете и подобряването на околната среда за жителите му и посетителите. Пример за това е Парк Милениум в Чикаго, Илинойс и двата парка Мил Ривър и Грийн Уей в Стамфорд, Кънектикът. Американското общество на ландшафтните архитекти в САЩ е общност, която се застъпва за запазване на парковете в градовете. Според тях, парковете са важни за структурата както в индивидуален, така и в по-широк мащаб за цели квартали и градски райони.

## Видове

### Национални паркове
Националните паркове имат за цел за запазят уникални природни обекти, което обикновено означава, че на тяхна територия е забранена всякаква човешка дейност с изключение на туризъм. В повечето случаи те са разположени в местности, които са неразвити, на територията на които се намират застрашени видове или екосистеми, или такива с необичайно биологично разнообразие или геологически образувания. Понякога за национални паркове са обявени развити райони, целта на което е те да се върнат към вид, наподобяващ по-ранен етап в историята им.
Едни от най-известните национални паркове в света са Йелоустоун и Йосемити в САЩ. Националните паркове в България са Национален парк Рила, Национален парк Пирин и Национален парк Централен балкан.

### Провинциални паркове
В някои държави (основно Великобритания) през 70-те години концепцията за провинциален парк е много популярна. През това време подобни паркове са изграждани с държавни средства. Провинциалните паркове обикновено са изградени в близост до урбанизираните центрове и предлагат отдих, типичен по-скоро за провинцията, отколкото за града. Към тях се причисляват ловните паркове и
парковете на провинциални имения. Първоначално под „ловен парк“ се разбирала площ, върху която било забранено застрояване и земеделието, най-често поради нуждата на аристокрацията от място за лов. Много къщи в провинцията във Великобритания и Ирландия все още имат подобни паркове, за които след 18 век са полагани много грижи за подобряване на естетичния им вид. Обикновено те са смес от тревни и залесени площи и често са заградени с висока ограда. Площта в близост до къщата често се използва за градина. Основната разлика между парка и градината в провинциалните къщи е, че в парка има животни, докато в градината те не се допускат.

### Обществени паркове
В днешен ден под обществен (публичен) парк се разбира зелена площ, определена за отдих. Този тип паркове обикновено са собственост на държавните или местните власти и са със свободен достъп. Парковете са разделени на два вида: паркове за активен и паркове за пасивен отдих. Тези за активен отдих често съдържат някакъв тип спортни съоръжения, например баскетболни игрища или съоръжения за скейтборд. Парковете за пасивен отдих, от друга страна, се характеризират с ниско ниво на застрояване. Те се използват най-често за разходки или пикник.